# Varthemapistra edentata
Varthemapistra edentata — вид перетинчастокрилих комах родини бджолиних (Apidae). Описаний у 2018 році.

## Назва
Рід Varthemapistra названо на честь італійського дослідника Людовіко ді Вартеми (1470—1517), який у своїх записам першим згадав про країну Бруней. Друга частина родової назви apistra перекладається як «бджілка». Видовий епітет edentata («беззубий») відноситься до відсутності преапікальних зубців на нижній щелепі самця.

## Поширення
Вид поширений на сході Брунею.